# 아라타마 미치요
아라타마 미치요(일본어: 新珠 三千代, 1930년 1월 15일 ~ 2001년 3월 17일)는 일본의 배우이다.

## 출연 작품
- 남자는 괴로워 3 (1970)
- 일본의 청춘 (1968)
- 여자 안의 타인 (1966)
- 대보살 고개 (1966)
- 사무라이 (1965)
- 괴담 (1964)
- 추신구라 - 47로닌 (1962)
- 인간의 조건 3 (1961)
- 고하야가와가의 가을 (1961)
- 인간의 조건 2 (1959)
- 인간의 조건 (1959)
- 타오름 (1958)
- 권적운 (1958)
- 스자키 파라다이스 적신호 (1956)
- 마음 (1955)
- 아내 (1953)